# Hermann Heinemann

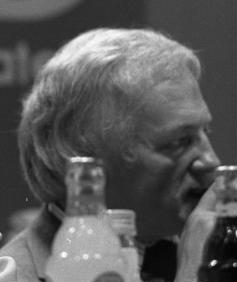
Hermann Heinemann auf dem Parteitag der SPD in der Westfalenhalle Dortmund im Juni 1976

Hermann Heinemann (* 24. Juni 1928 in Dortmund; † 15. November 2005 in Iserlohn) war ein deutscher Gewerkschafter und Politiker (SPD).

## Werdegang
Heinemann besuchte in seinem Geburtsort Dortmund von 1934 bis 1942 die Volksschule und begann anschließend eine Banklehre. Durch den Einzug in die Wehrmacht wurde die Lehre unterbrochen. Nach Teilnahme am Zweiten Weltkrieg und anschließender Kriegsgefangenschaft beendete er seine Banklehre und engagierte sich in der Gewerkschaft ÖTV. Er trat 1951 der SPD bei und wurde Stadtverbandsvorsitzender der Partei in Dortmund. Im Jahr 1954 wurde er nach Abschluss der Dortmunder Verwaltungs- und Sparkassenschule Sparkassenbeamter. Ab 1975 leitete Heinemann den bedeutenden SPD-Bezirk Westliches Westfalen. Während dieser Zeit war er Mentor von Franz Müntefering und gehörte außerdem dem SPD-Bundesparteivorstand an. Von März 1983 bis Juli 1984 war er Abgeordneter des Europäischen Parlaments und dort Mitglied in der Kommission für Wirtschafts- und Finanzangelegenheiten.
Heinemann war von 1985 bis 1995 Mitglied des Landtags Nordrhein-Westfalen. Am 5. Juni 1985 ernannte ihn der nordrhein-westfälische Ministerpräsident Johannes Rau zum Nachfolger von Friedhelm Farthmann im Amt des Ministers für Arbeit, Gesundheit und Soziales. Während seiner Amtszeit initiierte Heinemann im Juli 1987 gegen massiven Widerstand der CDU den ersten Modellversuch mit Methadon in der Bundesrepublik, um die Drogenkriminalität einzudämmen und zu bekämpfen. Außerdem warnte er bei der Medikamentenausgabe vor einer Negativliste, da eine solche Liste seiner Meinung nach die Kostensteigerungen nicht stoppe und einseitig sozial schwache Menschen belaste.
Nach der politischen Wende in der DDR forderte Heinemann schnelle Hilfen für die dortige Bevölkerung und wandte sich entschieden gegen den Vorschlag, DDR-Übersiedlern Rückkehrprämien zu zahlen. Daneben sprach er sich Anfang der 1990er-Jahre gegen eine private Zuzahlung bei Arzneimitteln aus und befürwortete Präventionsstrategien gegen die Krankheit AIDS.
Heinemann kandidierte Ende Juni 1992 nicht mehr für den SPD-Vorsitz im Bezirk Westliches Westfalen und gab das Amt an Franz Müntefering ab. Er unterstützte das private „Entwicklungs- und Forschungszentrum für Mikrotherapie“ (EFMT) von Dietrich Grönemeyer und Rainer Seibel in Bochum, welches mit Zuschüssen von 26 Mio. DM aus Landesmitteln gefördert werden sollte, und geriet damit in die Kritik der Öffentlichkeit („Drehbuch-Affäre“). Die über Monate von Seiten der Opposition erhobenen Vorwürfe stellten sich später als unzutreffend heraus. Das Ergebnis eines eingesetzten Landtagsuntersuchungsausschusses entlastete ihn im Nachhinein ebenso. In diesem Zusammenhang wurde er von etablierten Radiologen, denen vergleichbarer Geldsegen in ihren Universitätsinstituten versagt blieb, kritisiert und trat am 9. Oktober 1992 von seinem Posten als Minister zurück. Auch hier wurde sein Nachfolger am 18. Dezember 1992 Müntefering. Hermann Heinemann gehörte 54 Jahre der SPD an.
Von 1971 bis 1985 war Heinemann Geschäftsführer der Westfalenhallen in Dortmund und von 1991 bis 2004 Vorsitzender des Aufsichtsrates des Herz- und Diabeteszentrums Nordrhein-Westfalen in Bad Oeynhausen, dessen Ehrenvorsitzender er im Anschluss wurde. Dort prägte er die wachstums- und patientenorientierte Unternehmenspolitik des Zentrums maßgeblich.
Noch Ende des Jahres 2005 kritisierte er die Umstände, die zum Rücktritt Münteferings vom SPD-Parteivorsitz geführt hatten.
Heinemann lebte in seiner politisch aktiven Zeit in Dortmund, später im Ruhestand  im Iserlohner Stadtteil Hennen.

## Ehrungen
- 1982: Verdienstkreuz 1. Klasse der Bundesrepublik Deutschland
- 1987: Großes Verdienstkreuz der Bundesrepublik Deutschland
- 1990: Großes Verdienstkreuz mit Stern der Bundesrepublik Deutschland